# 桑吉
桑吉是位于印度中央邦博帕尔的一个村庄，该村以众多佛教古迹闻名于世。这些佛教古迹被联合国教科文组织以“桑吉的佛教古迹”之名列入世界文化遗产。

## 發現經過
1818年，英國的亨利·泰勒將軍首次意外發現該地的佛塔。1822年，赫伯特·馬多克爵士鑿穿了大佛塔外層，但沒到達塔心就放棄了。1851年，英國考古學家亞歷山大·卡宁厄姆首次正式發掘。

## 佛教古迹

### 孔雀王朝時期

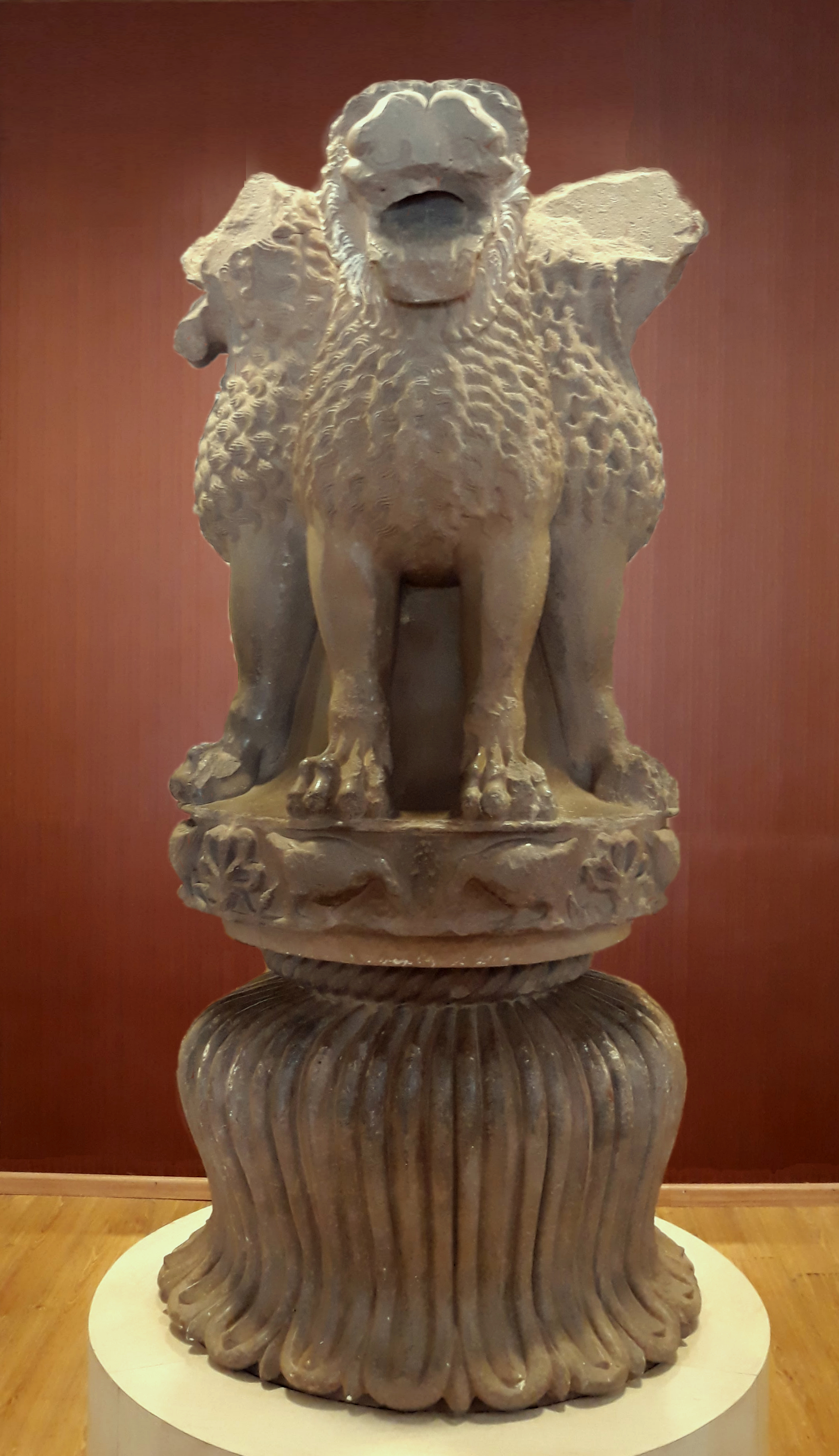
孔雀王朝阿育王柱

- 阿育王柱

### 巽伽王朝時期
- 桑吉大佛塔（Great Stupa of Sanchi），也称为桑吉大窣堵波。桑吉大塔建于孔雀王朝阿育王时代（前273年－前236年），巽伽王朝和安达罗王朝時都曾扩建。桑吉大塔是目前保存最完好的古代窣堵坡形式的佛塔。桑吉大塔的塔门上雕刻有佛教故事、象征符号和华丽的动植物纹样。

- 桑吉二號塔中埋藏著阿育王時期的十位上座長老的舍利。[3][5]
- 桑吉三號塔中埋藏著佛陀兩大弟子舍利弗與摩訶目犍連的舍利。[3]

### 笈多王朝時期

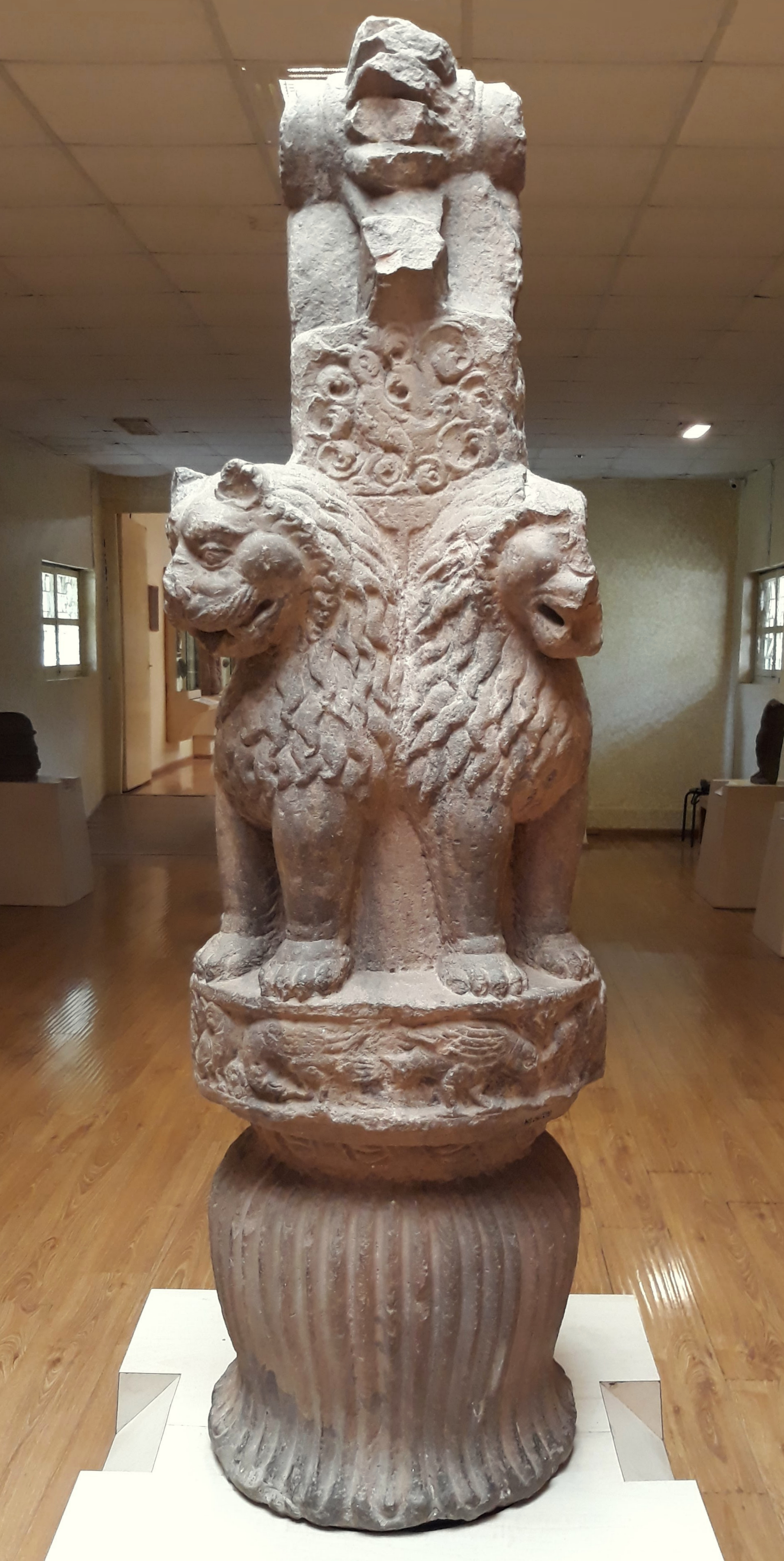
笈多王朝的獅子柱頭

## 人口统计
该地2001年总人口6,785人，其中男性3,604人，女性3,181人；0—6岁人口1,061人，其中男536人，女525人；识字率66.56%，其中男性为75.25%，女性为56.71%。